# 世界ゴッタ煮偉人伝
『世界ゴッタ煮偉人伝』（せかいごったにいじんでん）は、2000年4月21日から同年9月22日までフジテレビ系列（クロスネット局のTOSも含む）で毎週金曜20:00から放送されていたバラエティ番組である。

## 番組概要
世界の様々な偉人の知られざるエピソードや武勇伝を紹介し、そこから現代でも使える世渡りのテクニックや格言を学ぶ教養番組を兼ねたバラエティ番組。前期は毎回3人の偉人を取り上げ、後期は毎回2人の偉人を取り上げていた。

## 出演者

### 司会
- 室長：石坂浩二
- 研究員：爆笑問題（田中裕二・太田光）

### パネラー
- 荒俣宏

### アシスタント
- 秘書：西山喜久恵（フジテレビアナウンサー）

### コーナー出演
- 露木茂（同上、『ゴッタ煮TODAY』のみ）

### ナレーション
- 満仲由紀子

## 番組の進行
- 1．VTRで偉人の知られざるエピソードや武勇伝を紹介する。
- 2．爆笑問題がそこから現代でも使える世渡りのテクニックや格言をプレゼンする。
- 3．石坂浩二が（架空の事典である）「ゴッタ煮偉人伝」に採用するかどうかを評価する。不採用の場合は、シュレッダーで処理をする。

## スタッフ
- 歴史考証：山田順子
- 構成：山名宏和、金森直哉、松本光央／水野しげゆき、小山薫堂、川野将一、須平敦宣、YAS5000、坂本久美、小山協子、三俣麻弥、興津豪乃、大野ケイスケ、河崎健男
- リサーチ：小川容子（インスティテュート・ワープ）、佐藤久美子（アガサス）、鈴木匠（フルタイム）、松林順子
- TP：秋場たけお
- TD：馬場雄二
- CAM：板橋和也
- AUD：佐藤浩一
- VE：松沢勝己
- LD：笹川満（阿呍）
- クレーン：倉持立美
- マルチ：佐藤隆広
- 美術プロデューサー：北林福夫
- 美術デザイン：塩入隆史（フジテレビ）
- 美術進行：宮崎淳一
- CG：山崎吉広（フジテレビ）
- タイトル：安居院一展
- 技術協力：ジャパンテクニカルアート、八峯テレビ、阿呍、IMAGICA
- 美術協力：フジアール
- 音効：長内勇治（佳夢音）
- TK：安富弘江
- 編集：頼信良三（IMAGICA）
- MA：倉光恵一（IMAGICA）
- 編成：鈴木吉弘・金井卓也（共にフジテレビ）
- 広報：野村正義（フジテレビ）
- AP：清水久栄・荒木俊雅（共にホリプロ）、西口晃彦（NCV）
- ディレクター：竹谷和樹、小林周一、大澤宏一郎、小林賢一、たけいたくみ、石川北二、池上直隆、安元秀幸、日馬太郎、安達敏春
- 演出：林田竜一（NCV）
- プロデューサー：鈴木基之・三瓶慶介（共にホリプロ）、栗林堅太郎（NCV）
- 制作協力：NCV
- 制作著作：フジテレビ、ホリプロ

| フジテレビ系列 金曜20時枠                                     | フジテレビ系列 金曜20時枠              | フジテレビ系列 金曜20時枠                                    |
| 前番組                                                        | 番組名                                 | 次番組                                                       |
| ------------------------------------------------------------- | -------------------------------------- | ------------------------------------------------------------ |
| うっひゃ〜!!はなさかロンドンブーツ （1999年10月 - 2000年3月） | 世界ゴッタ煮偉人伝 （2000年4月 - 9月） | 世界超密着TV!ワレワレハ地球人ダ!! （2000年10月 - 2001年9月） |